# Menetou-Couture
Menetou-Couture is een gemeente in het Franse departement Cher (regio Centre-Val de Loire) en telt 316 inwoners (1999). De plaats maakt deel uit van het arrondissement Saint-Amand-Montrond.

## Geografie
De oppervlakte van Menetou-Couture bedraagt 29,7 km², de bevolkingsdichtheid is 10,6 inwoners per km².
De onderstaande kaart toont de ligging van Menetou-Couture met de belangrijkste infrastructuur en aangrenzende gemeenten.

## Demografie
Onderstaande figuur toont het verloop van het inwonertal (bron: INSEE-tellingen).